# 王世杰 (1936年)
王世杰（1936年6月—），宁波镇海人，中华人民共和国外交家、中东问题专家，曾任中国驻中东多国大使、中国政府中东问题特使。精通英语和阿拉伯语。

## 生平
1959年，毕业于北京外交学院。
1957年至1961年，担任中华人民共和国驻阿拉伯联合酋长国大使馆馆员。
1961年至1966年，担任中华人民共和国外交部亚非司科员。
1966年至1972年，担任中华人民共和国驻叙利亚共和国大使馆三等秘书。
1972年至1980年，担任中华人民共和国外交部亚非司副处长。
1980年至1983年，担任中华人民共和国驻埃及共和国大使馆二等秘书。
1983年至1987年，先后担任中华人民共和国外交部亚非司中东处副处长，一等秘书，处长。
1987年至1990年，担任中国常驻联合国代表团参赞。
1990年至1993年，担任中华人民共和国驻巴林国特命全权大使。
1993年至1995年，担任中华人民共和国驻约旦哈希姆王国特命全权大使。
1995年至1999年，担任中华人民共和国驻伊朗伊斯兰共和国特命全权大使。
2002年9月至2006年，担任中国政府中东问题特使。